# Bundestagswahlkreis Wesel II
Der Bundestagswahlkreis Wesel II war von 1980 bis 2002 ein Bundestagswahlkreis in Nordrhein-Westfalen. Er umfasste die Gemeinden Moers, Alpen, Kamp-Lintfort, Neukirchen-Vluyn, Rheinberg und Sonsbeck aus dem Kreis Wesel. Bei der Neueinteilung der nordrhein-westfälischen Wahlkreise im Jahr 2002 wurde sein Gebiet auf die Wahlkreise 114 Wesel I und 115 Krefeld II – Wesel II aufgeteilt. Der Vorgängerwahlkreis von 1949 bis 1980 mit ähnlichem Territorium war der Bundestagswahlkreis Moers.

## Wahlkreisgeschichte
| Wahl | Wahlkreisname | Gebiet | Wahlkreissieger    | Partei | Erststimmen |
| ---- | ------------- | --- | ------------------ | ------ | ----------- |
| 1949 | 25 Moers      | Kreis Moers | Friedhelm Missmahl | SPD    | 36,0 %      |
| 1953 | 84 Moers      | Kreis Moers | Ernst Holla        | CDU    | 47,4 %      |
| 1957 | 84 Moers      | Kreis Moers | Ernst Holla        | CDU    | 50,4 %      |
| 1961 | 84 Moers      | Kreis Moers | Fritz Büttner      | SPD    | 46,3 %      |
| 1965 | 82 Moers      | Südteil des Kreises Moers mit Moers, Kamp-Lintfort, Neukirchen-Vluyn, Rheinhausen, Homberg, Rumeln-Kaldenhausen und Rheurdt | Fritz Büttner      | SPD    | 55,9 %      |
| 1969 | 82 Moers      | Südteil des Kreises Moers mit Moers, Kamp-Lintfort, Neukirchen-Vluyn, Rheinhausen, Homberg, Rumeln-Kaldenhausen und Rheurdt | Jürgen Schmude     | SPD    | 59,3 %      |
| 1972 | 82 Moers      | Südteil des Kreises Moers mit Moers, Kamp-Lintfort, Neukirchen-Vluyn, Rheinhausen, Homberg, Rumeln-Kaldenhausen und Rheurdt | Jürgen Schmude     | SPD    | 67,2 %      |
| 1976 | 82 Moers      | Südteil des Kreises Moers mit Moers, Kamp-Lintfort, Neukirchen-Vluyn, Rheinhausen, Homberg, Rumeln-Kaldenhausen und Rheurdt | Jürgen Schmude     | SPD    | 61,7 %      |
| 1980 | 83 Wesel II   | Moers, Kamp-Lintfort, Neukirchen-Vluyn, Rheinberg, Sonsbeck, Alpen                                                          | Jürgen Schmude     | SPD    | 59,2 %      |
| 1983 | 83 Wesel II   | Moers, Kamp-Lintfort, Neukirchen-Vluyn, Rheinberg, Sonsbeck, Alpen                                                          | Jürgen Schmude     | SPD    | 56,7 %      |
| 1987 | 83 Wesel II   | Moers, Kamp-Lintfort, Neukirchen-Vluyn, Rheinberg, Sonsbeck, Alpen                                                          | Jürgen Schmude     | SPD    | 55,9 %      |
| 1990 | 83 Wesel II   | Moers, Kamp-Lintfort, Neukirchen-Vluyn, Rheinberg, Sonsbeck, Alpen                                                          | Jürgen Schmude     | SPD    | 54,0 %      |
| 1994 | 83 Wesel II   | Moers, Kamp-Lintfort, Neukirchen-Vluyn, Rheinberg, Sonsbeck, Alpen                                                          | Peter Enders       | SPD    | 51,8 %      |
| 1998 | 83 Wesel II   | Moers, Kamp-Lintfort, Neukirchen-Vluyn, Rheinberg, Sonsbeck, Alpen                                                          | Peter Enders       | SPD    | 57,5 %      |